# Sunanato de Surakarta
El sunanato de Surakarta (en indonesio: Kasunanan Surakarta; en javanés: ꦟꦒꦫꦶꦑꦱꦸꦤꦤ꧀ꦤꦤ꧀ꦯꦸꦫꦏꦂꦠꦲꦢꦶꦤꦶꦁꦫꦠ꧀, Kasunanan/Karaton Surakarta Hadiningrat; en neerlandés: Soerakarta) fue una monarquía javanesa centrada en la ciudad de Surakarta, en la provincia de Java Central, Indonesia.
El kraton de Surakarta fue establecido en 1745 por Pakubuwana II. El sunanato de Surakarta y el sultanato de Yogyakarta son conjuntamente los sucesores del sultanato de Mataram. A diferencia de sus contrapartes en Yogyakarta, que usan el título de sultán, los gobernantes de Surakarta usan el título de sunan. El nombre neerlandés se utilizó durante el dominio colonial neerlandés hasta la década de 1940.

## Historia

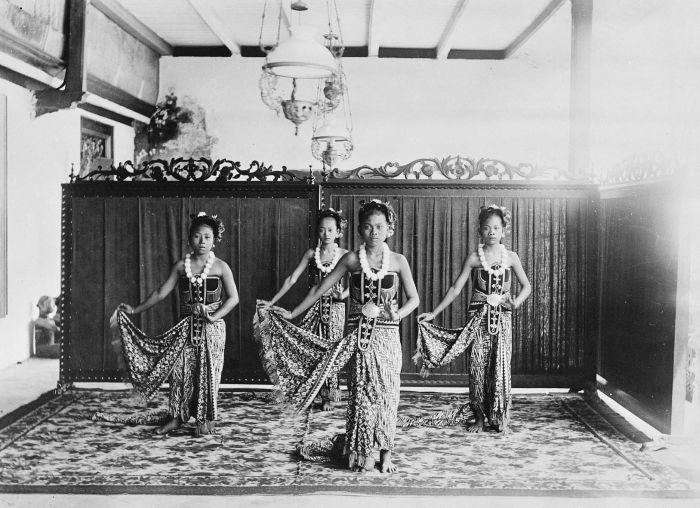
Bailarinas serimpi, hacia 1910.

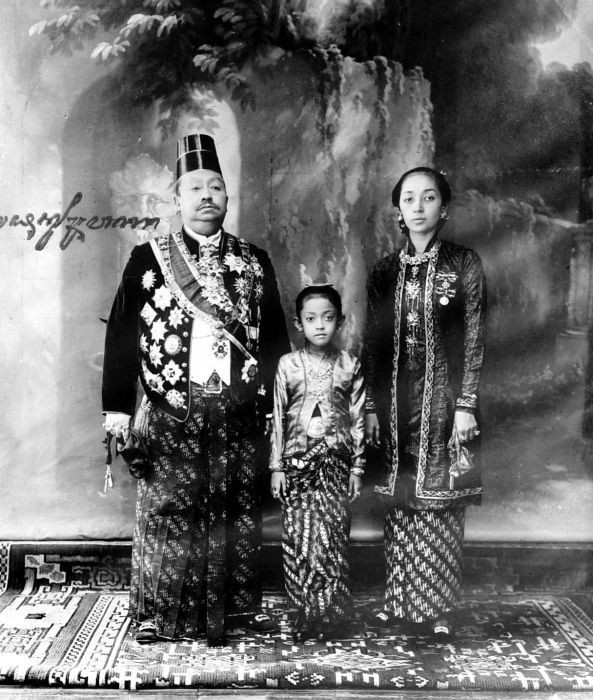
El sunan Pakubuwana X con su consorte real y su hija, hacia 1910.

Después de la muerte del sultán Agung I, el poder y el prestigio del sultanato de Mataram fue disminuyendo debido a una lucha por el poder y un conflicto de sucesión dentro de la familia real. La Compañía Neerlandesa de las Indias Orientales (VOC) aprovechó la lucha por el poder para aumentar su control sobre Java y conseguir concesiones de la antigua colonia de Mataram en Priangan y Semarang. La sede de Mataram en Plered cerca de Kotagede se perdió después de la revuelta de Trunajaya en 1677. Sunan Amral (Amangkurat II) trasladó el palacio a Kartasura. Durante el reinado del sunan Pakubuwana II, en 1742 Raden Mas Garendi (Sunan Kuning) dirigió a unos mercenarios chinos y lanzó una revuelta contra la corona y también contra la VOC. Raden Mas Garendi era hijo del príncipe Teposono y también nieto de Amangkurat II. Los rebeldes lograron tomar el control de la capital de Kartasura y expulsaron a Pakubuwana II, quien huyó y buscó refugio en Ponorogo. Con la ayuda del adipati Cakraningrat IV, el gobernante del oeste de Madura, Pakubuwana II recuperó la capital y reprimió la rebelión. Sin embargo, el palacio de Kartasura fue destruido y fue considerado de mala suerte ya que el baño de sangre tuvo lugar allí. Pakubuwana II decidió construir un nuevo palacio y una ciudad capital en el pueblo de Sala (Solo). El traslado de la capital a la aldea de Sala se conmemora en el chandrasengkala (cronograma) Kombuling Pudya Kepyarsihing Nata, que corresponde al miércoles 12 del sura de 1670 en el calendario javanés (17 de febrero de 1745). La fecha se considera el día en que se estableció el sunanato de Surakarta.
Pakubuwanawono II enfrentó numerosas rebeliones, entre otras de Raden Mas Said, y más tarde de su propio hermano menor, el príncipe Mangkubumi, quien se unió a la rebelión de Mas Said en 1746. Pakubuwana II murió de una enfermedad en 1749, pero antes de morir, confió los asuntos reales de Surakarta a su protector de confianza, el barón von Hohendorff, un oficial del VOC. En nombre del sucesor de Pakubuwana II, Pakubuwana III, la VOC logró negociar un pacto de paz con el príncipe Mangkubumi. El acuerdo de paz se alcanzó con el sultanato de Mataram dividido en dos basado en el tratado de Giyanti del 13 de febrero de 1755: se creaba entonces el sultanato de Yogyakarta bajo el gobierno del príncipe Mangkubumi, quien tomó el nombre de Hamengkubuwono I, y el sunanato de Surakarta bajo Pakubuwana III.
El tratado de Giyanti nombró a Pangeran Mangkubumi como sultán de Yogyakarta. Durante la era del dominio neerlandés, se reconocieron dos principados principales del Vorstenlanden Mataram, el sunanato de Surakarta y el sultanato de Yogyakarta. Luego, unos años más tarde, Surakarta se dividió aún más con el establecimiento del principado de Mangkunegaran después del tratado de Salatiga (17 de marzo de 1757). El principado de Mangkunegaran fue dirigido por el notorio rebelde Raden Mas Said, quien tomó el nombre de Mangkunegara I. El territorio del sunanato de Surakarta se redujo mucho más después de la guerra de Java (1825-1830) dirigida por el príncipe Diponegoro. Se alegó que el sunan Pakubuwana VI había apoyado en secreto la rebelión de Diponegoro, y como castigo después de la guerra de Java, el sunanato se vio obligado a entregar gran parte de sus tierras a los neerlandeses.
A lo largo de la era de las Indias Orientales Neerlandesas, el sunanato de Surakarta disfrutó de un estatus autónomo bajo los acuerdos del Vorstenlanden Mataram. Junto con el sultanato de Yogyakarta, el sunanato de Surakarta fue considerado como un estado vasallo del Imperio neerlandés bajo el patrocinio real de la corona. El pico del prestigio y el poder del sunanato fue durante el reinado de Pakubuwana X (1893-1939) cuando los sunan renovaron y ampliaron el palacio de Surakarta y construyeron muchos proyectos de infraestructura y edificios en la ciudad de Surakarta. El reino enfrentó una era de conflictos e incertidumbre durante la Segunda Guerra Mundial y la ocupación japonesa de Indonesia.
Después de la declaración de independencia de la República de Indonesia el 17 de agosto de 1945, seguida de la revolución indonesia, el sunanato de Surakarta junto con el principado de Mangkunegaran enviaron una carta de confianza a Sukarno para demostrar su apoyo a la República de Indonesia. Como recompensa, la República otorgó el estatus de Daerah Istimewa (Región Especial, similar a la del actual Región Especial de Yogyakarta) dentro de Indonesia. Sin embargo, debido a la agitación política y la oposición de los comunistas indonesios que llevaron a un movimiento y rebelión contra la monarquía a principios de 1946, el 16 de junio de 1946 Indonesia eliminó el estatus de región especial; tanto el estado de Surakarta como el de Mangkunegara se redujeron a una mera residencia y luego se fusionaron en la provincia de Java Central.
Por el contrario, el sultanato de Yogyakarta ha logrado mantener un estatus especial, gracias al apoyo histórico de Yogyakarta y los estrechos vínculos con los padres fundadores de la República de Indonesia durante la guerra de independencia y la revolución nacional de Indonesia. El sunanato de Surakarta no tiene ningún poder político real; su poder se limita al prestigio real y su posición especial en el sostenimiento de la cultura tradicional javanesa, lo que llevó a muchos líderes y figuras políticas en Indonesia a buscar afiliaciones con el sunanato.

## Residencia
La residencia principal de los sunan es el kraton (palacio), a veces llamado Kraton Surakarta o Kraton Solo, pero también conocido en términos formales como Karaton Surakarta Hadiningrat. Como es el caso de otros kraton en varias ciudades de Java, el Surakarta Kraton se ha descuidado bastante a lo largo de los años. Hay muy pocos fondos disponibles para el mantenimiento, muchas partes del palacio han estado en un avanzado estado de deterioro.
- Datos: Q2122499
- Multimedia: Sunanate of Surakarta / Q2122499